# Kouvola
Kouvola – miasto i gmina w południowo-wschodniej Finlandii, nad rzeką Kymijoki. Liczba ludności w 2003 roku wynosiła ok. 32 tys. W 2009 roku 6 gmin – Kouvola, Kuusankoski, Elimäki, Anjalankoski, Valkeala i Jaala – połączyło się w jedną, tworząc obecną Kouvolę.
W grudniu 2023 r. miasto liczyło 78 876 mieszkańców. 

## Transport
- Port lotniczy Kouvola
- Stacja kolejowa Kouvola

## Sport
- KooKoo – klub hokejowy
- Mistrzostwa Europy w Zapasach 1997

## Kultura
- To/Die/For – zespół muzyczny

## Urodzeni w Kouvola
- Toni Gardemeister – fiński kierowca rajdowy
- Alisa Jefimowa – rosyjska łyżwiarka figurowa
- Tonmi Lillman – fiński perkusista

## Miasta partnerskie
- Balatonfüred